# 唐皓文
唐皓文（英語：Tong Ho-man），民主黨成員，香港泛民主派成員，前任香港葵青區議會興芳選區議員，為前葵青區議會議員吳劍昇的助理。原為興芳選區議員的吳劍昇其後轉到新開設的葵聯選區，原本的興芳選區則交給助理唐皓文競選。